# Glatzenbartvogel

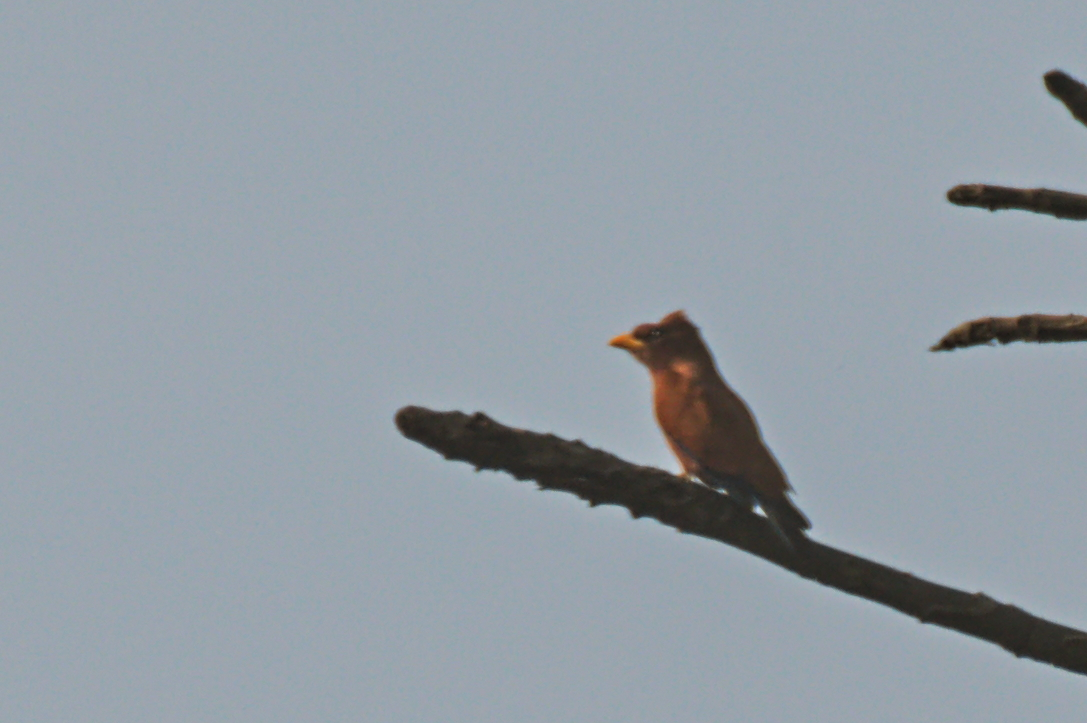
Glatzenbartvogel

Der Glatzenbartvogel (Gymnobucco calvus) ist eine Vogelart aus der Familie der Afrikanischen Bartvögel. Die unauffällig bräunlich gefiederte Art kommt in Westafrika beiderseits des Äquators vor. Es werden mehrere Unterarten unterschieden. Die IUCN stuft den Glatzenbartvogel als nicht gefährdet (least concern) ein.

## Erscheinungsbild
Die Männchen der Nominatform erreichen eine Flügellänge von 8,2 bis 9,2 Zentimetern. Der Schwanz wird 4,2 bis 5,0 Zentimeter lang. Die Schnabellänge beträgt 1,9 bis 2,1 Zentimeter. Weibchen sind tendenziell geringfügig größer. Es besteht kein auffälliger Sexualdimorphismus.
Männchen und Weibchen haben ein graues bis schwarzes nacktes Gesicht, das lediglich einige wenige haarähnliche Federn aufweist. Am Kinn und am seitlichen Schnabelgrund zeigen sich borstenähnliche mattbraune Federn. Der Nacken und die Kehle sind braun befiedert. Die Körperoberseite ist dunkelbraun mit blass gelblichen Federschäften und Federspitzen. Die Steuerfedern sind auf der Oberseite dunkelbraun, auf der Unterseite etwas heller. Die Körperunterseite ist von der Brust bis zu den Unterschwanzdecken braun bis graubraun, die Kehle ist verglichen dazu etwas heller. Der Schnabel ist blass rotbraun, gelb oder matt braun. Die Augen sind dunkelbraun. Die Haut an der gut sichtbaren Ohröffnung ist gelb. Die Beine und Füße sind dunkelbraun bis schwarz oder violett-schieferfarben. Jungvögel sind etwas blasser gefärbt als die Adulten.
Der Glatzenbartvogel kann mit allen Arten seiner Gattung verwechselt werden. Der Trauerbartvogel hat jedoch ein befiedertes Gesicht und in der Regel einen blassen Schnabel. Ihm fehlen außerdem die auffälligen Borsten am Schnabelgrund. Der Rußbartvogel ist dunkler und hat einen schwarzen Schnabel, der Borstenbartvogel hat helle Borsten am Schnabelgrund und einen kleineren Schnabel. Da in einigen Gebieten bis zu drei Arten der Gattung sympatrisch vorkommen und Borstenbärtlinge häufig in gemischten Trupps zu beobachten sind, sind bei Feldbeobachtungen die Arten nur schwer eindeutig zu bestimmen.

## Verbreitungsgebiet und Lebensraum
Das Verbreitungsgebiet des Glatzenbartvogels erstreckt sich von Sierra Leone, Guinea und den Süden Ghanas über Nigeria, Kamerun, Gabun und den Westen der DR Kongo bis in den Norden Angolas. Sein Lebensraum sind Wälder in den Tiefebenen, er kommt aber auch bis in Höhenlagen von 1820 Metern vor. In den Wäldern der Tiefebenen ist er regional ein sehr häufiger Vogel. Von allen Borstenbärtlingen ist der Glatzenbartvogel gewöhnlich die häufigste Art. Er kommt außerdem in Sekundärwald und in Dörfern mit Baumbestand vor.

## Lebensweise
Glatzenbartvögel sind sehr soziale Vögel, die in kleinen bis großen Trupps nach Nahrung suchen. Zum Nahrungsspektrum gehören Kultur- und Wildfrüchte sowie Insekten und Nektar. Es sind sehr agile Vögel, die sich während der Nahrungssuche auch an Blätter oder Rinde anklammern. Insekten fangen sie gelegentlich auch fliegend. Nach der Nahrungssuche sitzen Gruppen von Glatzenbartvögeln gelegentlich für längere Zeit ruhig und weitgehend bewegungslos in Bäumen.
Glatzenbartvögel sind wie die meisten Bartvögel Höhlenbrüter. Sie zimmern ihre Höhlen in toten Ästen oder Stämmen gewöhnlich selber. Sie sind regelmäßig Koloniebrüter, die in den Kolonien gelegentlich auch mit dem Trauerbartvogel und dem Borstenbartvogel vergesellschaftet sind. Es wurden bereits 250 Nisthöhlen in einem einzigen, abgestorbenen Baum gezählt. Das Gelege besteht aus bis zu fünf weißschaligen Eiern. Daten zur Brutdauer, Nestlingsentwicklung und Nestlingsdauer liegen nicht vor.

## Belege

### Weblink
- Gymnobucco calvus in der Roten Liste gefährdeter Arten der IUCN 2013.2. Eingestellt von: BirdLife International, 2012. Abgerufen am 2. Februar  2014.